# Château de Cramahé
Le château de Cramahé est situé à Salles-sur-Mer en Charente-Maritime, au nord-ouest du bourg.

## Historique
L'origine de la seigneurie de Cramahé, à Salles-sur-Mer, semble remonter à 1518, quand la duchesse de Longueville, dame de Châtelaillon, érige la terre de Cramahé en fief, avec droit de moyenne et de basse justice en faveur de Pierre Chasteigner, maire de La Rochelle. Cet acte d'anoblissement est confirmé par un contrat du 6 juillet 1539 consenti par François d'Orléans, marquis de Rothelin, prince de Châtelaillon. Lignage de zélés protestants, la famille Châteigner reste propriétaire du château de Cramahé jusqu'au départ en émigration de son dernier représentant, Roc Châteigner, à la suite de la révocation de l'édit de Nantes (Hector-François Chateigner de Cramahé et des Rochers). Cramahé revient alors à des collatéraux puis, après un contrat de partage conclu en 1714, à Henriette-Céleste de Béjarry, mariée avec Pierre-Louis Green de Saint-Marsault, seigneur de L'Herbaudière, autre château situé à Salles-sur-Mer. Après la mort de Henriette-Céleste de Béjarry, ses enfants cèdent leur terre de Cramahé en 1739 à Jean-Baptiste Gayot de Mascrany de Beaurepaire, major de l'île, ville et citadelle d'Oléron. Il est alors précisé que le logis noble est en mauvais état. Cependant, ce n'est qu'en 1753 que l'acquéreur décide de faire remplacer l'ancien château par une nouvelle demeure, plus confortable, dont il demande les plans à Samuel Lemit, entrepreneur à Saint-Pierre-d'Oléron, qu'il avait rencontré dans le cadre de ses fonctions. Puis, le nouveau château est donné en 1764 au fils du constructeur, Joachim-François-Bernard-Paul Gayot de Mascrany, avant que la veuve de ce dernier ne le vende, en 1807, à Michel-Augustin Garros. Celui le cède à son tour, en 1811, à Françoise-Esther de Saint-Estève, veuve de François-Henry Harouard de Saint-Sornin (fils d'Étienne-Henri Harouard du Beignon). Le domaine comprend alors 18 hectares de vignes, 40 hectares de prés et de marais, 32 hectares de bois de futaie et taillis ainsi que 69 hectares de terres labourables. Enfin, en 1828, Françoise-Esther de Saint-Estève donne le château de Cramahé à sa fille cadette, Marie-Suzanne-Joséphine Harouard de Saint-Sornin, mariée avec Jean de Larocque-Latour. Les armes sculptées sur bois des familles Harouard et Larocque-Latour peuvent encore se remarquer sur le fronton de la façade postérieure du château.
Le portail d'entrée avec sa grille et la cour sont inscrits au titre des monuments historiques par arrêté du 23 février 1925.